# Copestylum circumdatum
Copestylum circumdatum är en tvåvingeart som först beskrevs av Walker 1857.  Copestylum circumdatum ingår i släktet Copestylum och familjen blomflugor. Inga underarter finns listade i Catalogue of Life.